# Borkovice
Borkovice (en allemand : Borkowitz) est une commune du district de Tábor, dans la région de Bohême-du-Sud, en République tchèque. Sa population s'élevait à 233 habitants en 2020.

## Géographie
Borkovice se trouve à 8 km au sud-ouest de Soběslav, à 23 km au sud de Tábor, à 29 km au nord-nord-est de České Budějovice à 98 km au sud-sud-est de Prague.
La commune est limitée par Komárov et Vlastiboř au nord, par Vesce, Dráchov et Žíšov à l'est, par Sviny au sud et par Mažice et Zálší à l'ouest.

## Histoire
La première mention écrite du village date de 1354.

## Patrimoine
|  |